# Ђињезе
Ђињезе (итал. Gignese) је насеље у Италији у округу Вербано-Кузио-Осола, региону Пијемонт.
Према процени из 2011. у насељу је живело 457 становника. Насеље се налази на надморској висини од 697 м.

## Становништво
| 1936. | 1951. | 1961. | 1971. | 1981. | 1991. | 2001. | 2011. |
| ----- | ----- | ----- | ----- | ----- | ----- | ----- | ----- |
| 927   | 873   | 874   | 951   | 855   | 850   | 789   | 943   |